# Arinbjörn herse
Arinbjörn herse levde under 900-talet och var en norsk skald och krigare, son till hersen Tore Hroaldsson i Firdafylke. Arinbjörn var av god skaldeätt eftersom hans mor Arntrud, enligt Landnamsboken var dotterdotter till skalden Brage den gamle och dennes hustru Lopthöna, Erp lutandes dotter.
Arinbjörn var en trogen anhängare av kung Erik Blodyx och följde denne i landsflykt till England då Håkon Adalsteinsfostre fördrev honom ur Norge. Efter Eriks död år 954 slöt han sig till Harald Gråfäll och deltog i dennes härnadståg till Danmark, där han stupade i slaget vid Hals, ca 969–970. Detta omtalas i Olav Tryggvasons saga i Heimskringla. Det mesta som i dag är känt om Arinbjörn står annars att läsa i Egils saga. Arinbjörn var nämligen skalden Egil Skallagrimssons bäste vän och räddade honom ur många svårigheter. Mest välkänd är episoden då Egil i Jorvik (dagens York) hade fallit i Erik Blodyx' händer. Egil hade dräpt Eriks son Ragnvald och kungen hade goda skäl att hämnas. Arinbjörn, som var troman hos kung Erik, rådde då Egil att dikta en huvudlösendrapa, varefter han med övertalning – och hot – förmådde kungen att gå med på en tillfällig förlikning.
Om Arinbjörns ställning hos Harald Gråfäll står följande i Egils saga: "Han var hövding för både hären och lantvärnet, var en väldig krigare och alltid segersäll. Han hade Firðirs fylke som eget län." Dessutom var han kungens rådgivare. Han var med andra ord inte vilken herse som helst; i praktiken var han närmast jarl.
Några egna dikter av Arinbjörn har inte bevarats. Han har dock fått ett eftermäle i vännen Egil Skallagrimssons på kviðuháttr författade Kväde till Arinbjörn, varav 25 strofer finns bevarade.